# 克鲁库姆市镇
63°19′N 14°30′E / 63.317°N 14.500°E
克鲁库姆市镇（瑞典語：Krokoms kommun）是瑞典中部耶姆特兰省的一个市镇。其治所位于克鲁库姆。